# Jasen, Domžale
Jasen este o localitate din comuna Domžale, Slovenia, cu o populație de 8 locuitori.